# 三河湾

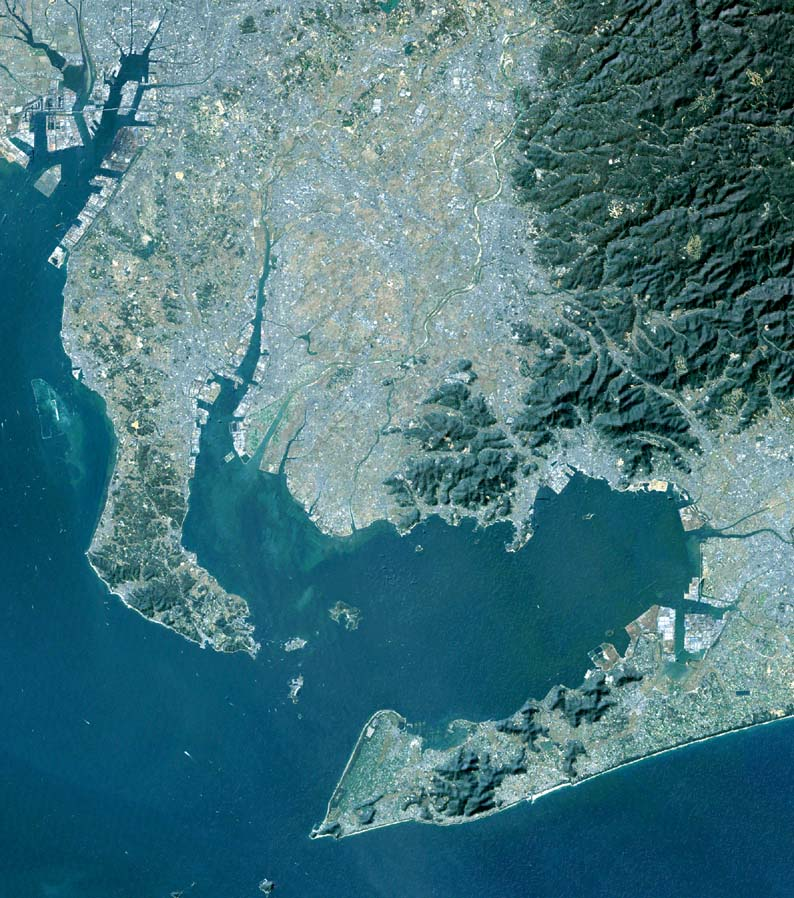
知多半島（左）、渥美半島（下）、三河湾（間）のランドサット衛星写真。スペースシャトル標高データ使用。

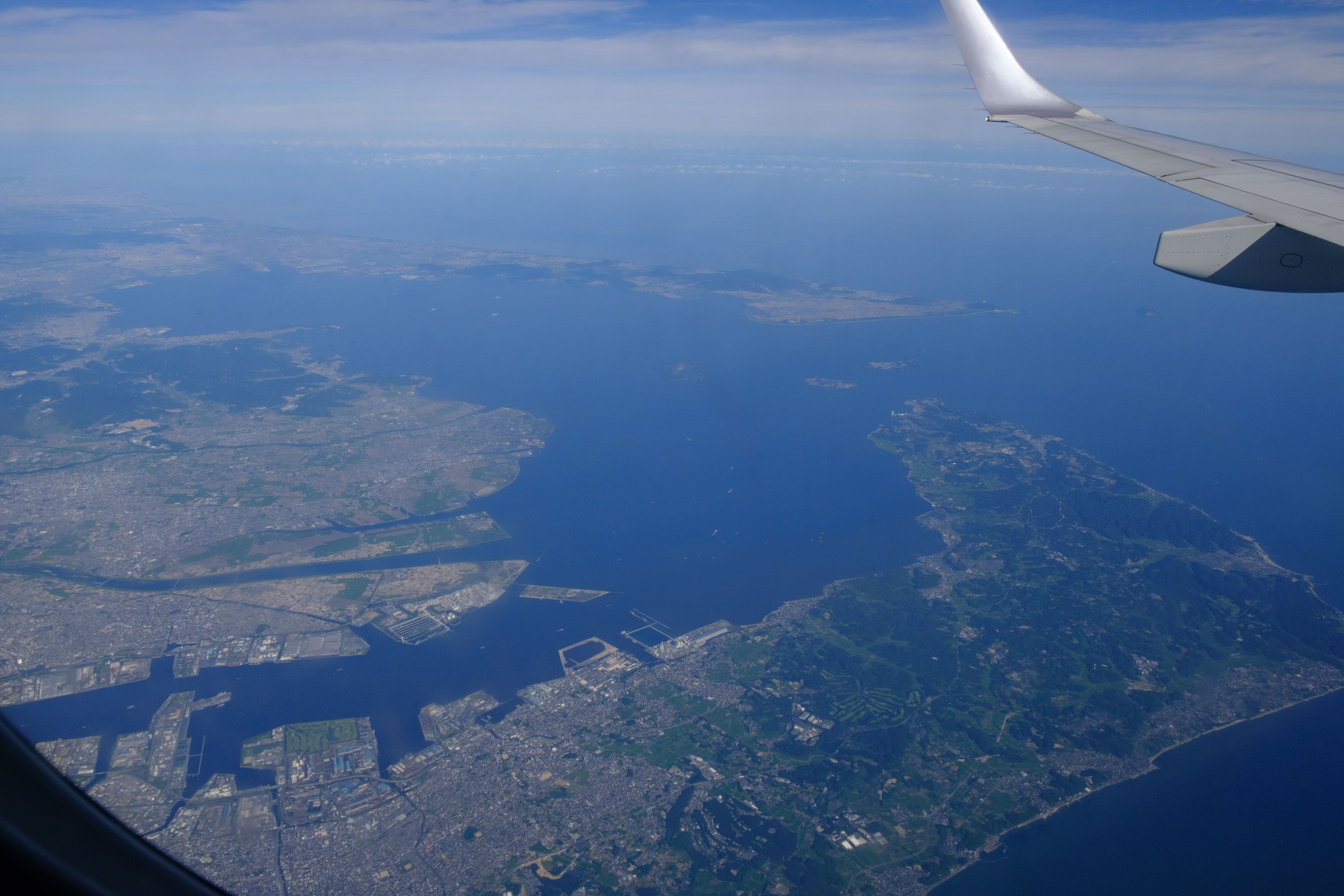
新潟発伊丹行きのJAL機上より2022年7月24日撮影

三河湾（みかわわん）は、愛知県にある湾であり、広義の「伊勢湾」に含まれる場合がある。

## 地理

### 範囲

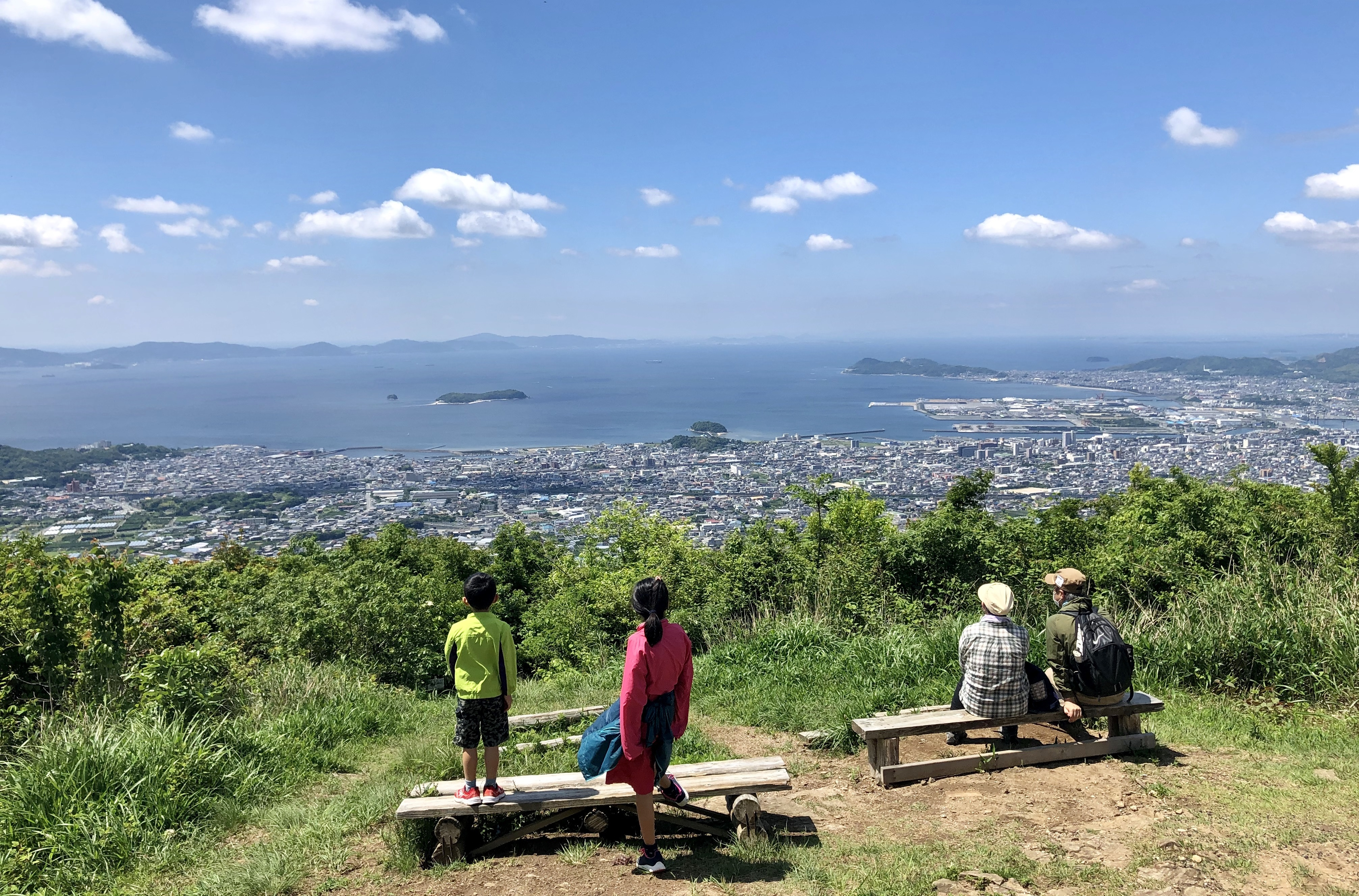
五井山から三河湾を望む

一般的には知多半島と渥美半島に囲まれた水域を指すが、法令等では伊勢湾との境界等をもって定められるが定義が異なる。
海上交通安全法施行令
海上交通安全法施行令は法適用海域の範囲として伊勢湾と三河湾の境界を「立馬埼灯台から佐久島南端まで引いた線及び同地点から羽豆岬まで引いた線」としている。この定義では日間賀島を横断する。
環境基準に係る水域及び地域の指定の事務に関する政令
環境基本法に基づき制定された環境基準に係る水域及び地域の指定の事務に関する政令では、伊勢湾と三河湾の境界を「羽豆岬から篠島北端まで引いた線、同島南端から伊良湖岬まで引いた線」としている。この定義では篠島北部を横断する。
漁業調整規則
漁業法及び水産資源保護法に基づき定められた愛知県漁業調整規則では三河湾を「知多郡南知多町大字師崎林埼及び同郡南知多町大字日間賀島尾張大磯灯標並びに田原市伊良湖町古山頂上を順次結んだ直線と陸岸とによって囲まれた海域」と島を横断せずに定義している。

### 支湾
国土交通省（外局の海上保安庁の書誌など）や愛知県水産試験場の水域の表現では三河湾を渥美湾と知多湾に分けているが、環境省関係の水域の表現では三河湾を渥美湾と衣浦湾に分けている。

## 主な港

### 重要港湾
- 三河港 ： 1964年、重要港湾に指定。国内でも最大規模の自動車輸出入の拠点となっている。臨海部には自動車関連部品工場が多く立地する。
- 衣浦港 ： 1957年、重要港湾に指定。発電所や輸送機械工場が集まる。

### 地方港湾

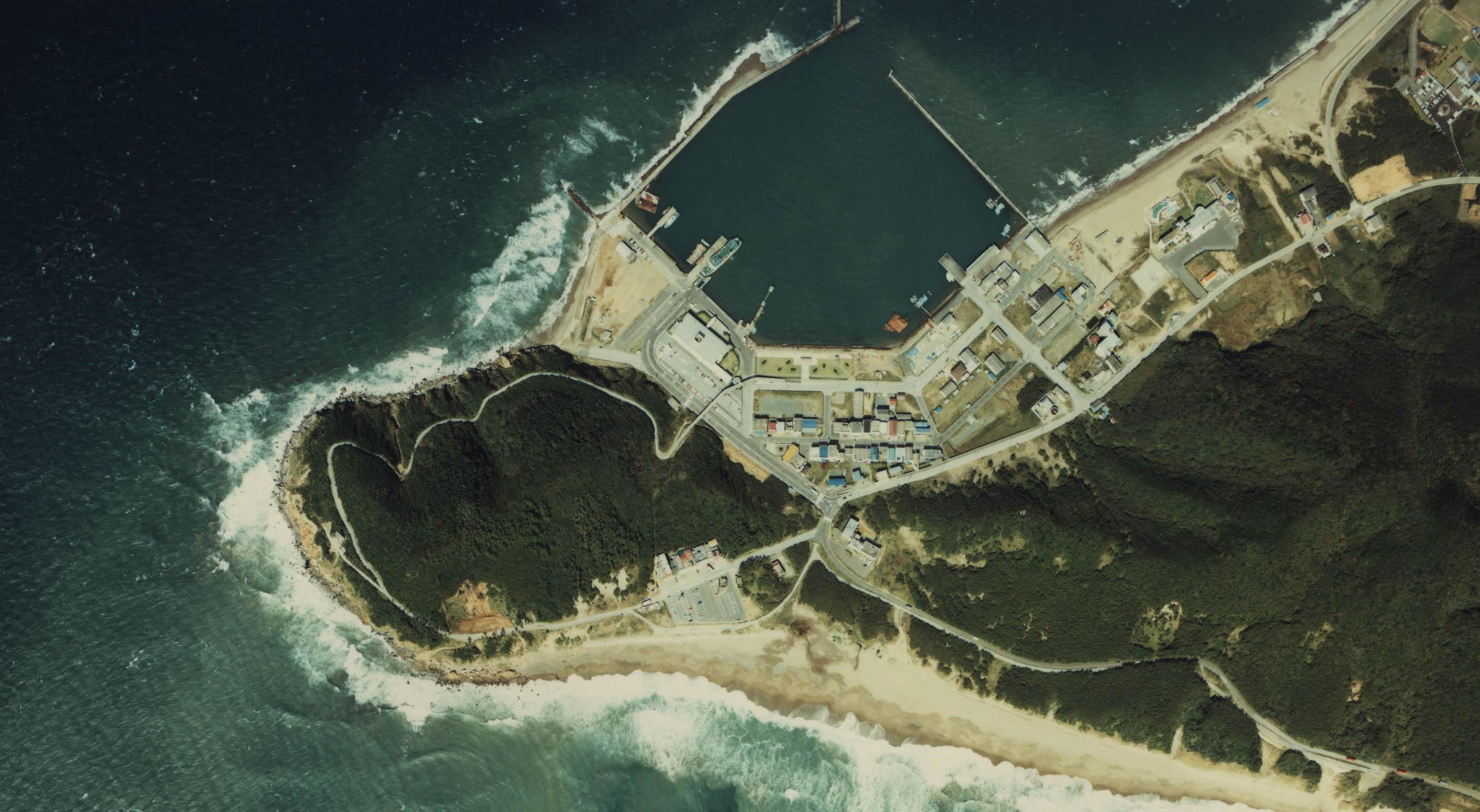
伊良湖岬と伊良湖港の空中写真（1982年）

- 河和港
- 師崎港
- 伊良湖港

### 漁港
- 三谷漁港
- 豊浜漁港
- 形原漁港

## 主な流入河川
- 十ヶ川
- 阿久比川
- 境川
- 逢妻川
- 猿渡川
- 高浜川
- 矢作川
- 矢作古川
- 御津川
- 音羽川
- 佐奈川
- 豊川
- 柳生川
- 梅田川

## 主な島

### 有人離島

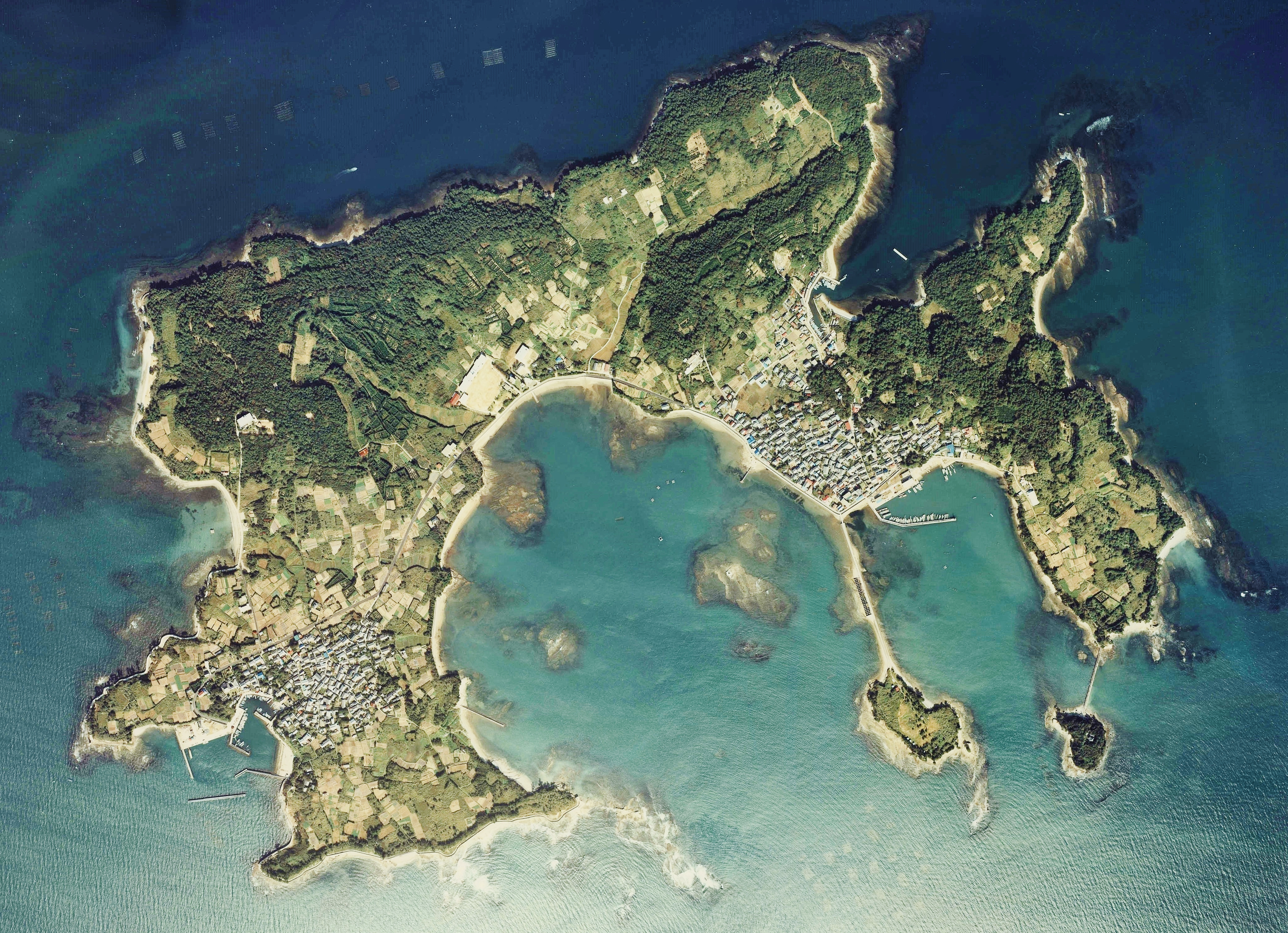
佐久島の空中写真（1982年）

- 篠島
- 日間賀島
- 佐久島 - 三河湾と愛知県で最大の島

### 無人島
- 竹島 (愛知県)
- 梶島
- 仏島 (愛知県)
- 三河大島
- 三河小島
- 前島 (愛知県)
- 沖島 (愛知県)
- 築見島（南知多町）
- 木島（南知多町）
- 松島（南知多町）
- 野島（南知多町）
- 姫島 (愛知県田原市)

## 主な岬
- 羽豆岬
- 蛭子岬
- 長谷崎
- 鳶崎
- 御前崎
- 鎗ヶ崎
- 立馬崎
- 伊良湖岬

## 観光施設など

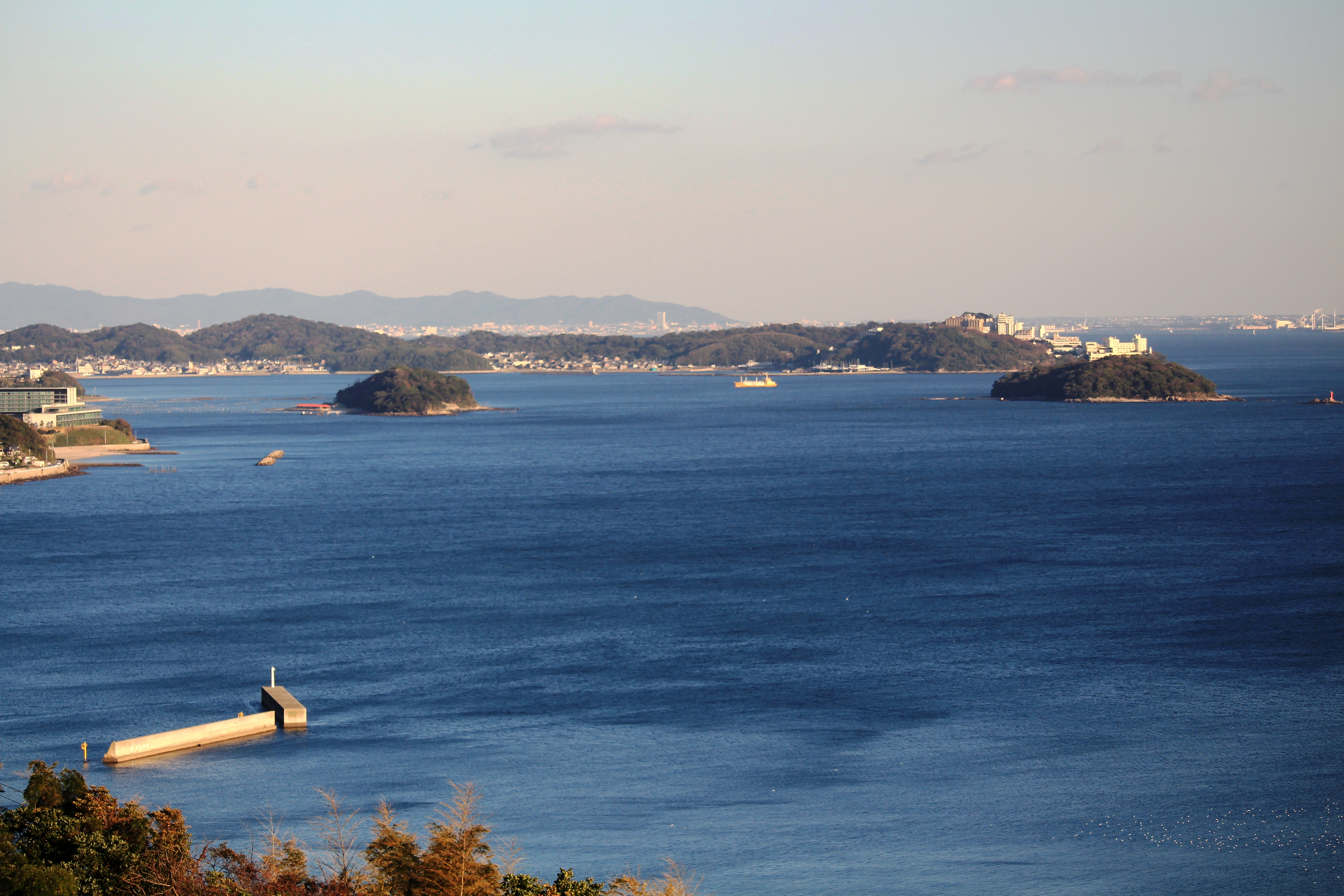
無人島の前島（左）と沖島（右）、沖島の左奥に西浦温泉

- ラグーナテンボス(旧・ラグーナ蒲郡)
- 竹島水族館
- 三河湾スカイライン
- 伊良湖岬灯台
- 吉良温泉
- 西浦温泉
- 形原温泉
- 三谷温泉

## 環境保全

### 湿地
六条潟や汐川干潟などの生物多様性に富んだ湿地の保護活動が取り組まれている。2001年12月に環境省により三河湾が、日本の重要湿地500に選定された。

### 水質
三河湾は閉鎖性水域であるため、海洋汚染が懸念されている。
三河湾の水質は、排水規制などにより改善が進められてきたが、一方で2000年代に入るとノリやアサリの漁獲量が減少。伊勢湾・三河湾の漁業関係者は2010年代半ばから厳しい経営状況に陥った。水産資源減少の理由の一つとして厳しい水質規制の結果としての栄養塩不足が考えられたことから、2022年度より湾内に2箇所存在する下水浄化センターの放流水に含まれる窒素、リンの量を国の上限値まで引き上げる社会実験が行われることとなった。

## 災害
将来、発生が予想される南海トラフ巨大地震では、田原市で最大7m、他の市町村でも4-5m程度の高さの津波が到達することが予想されている。